# Parroquia José Domingo Rus (El Caujaro)
La parroquia José Domingo Rus es una parroquia del municipio San Francisco del estado Zulia, Venezuela. Creada por iniciativa del concejal Jaime Montilla durante el periodo de gobierno del Econ. Saady Bijani (1.er alcalde y fundador del municipio) Lleva el nombre del diputado a las Cortes de Cádiz por la ciudad de Maracaibo. La capital de dicha parroquia es la urbanización El Caujaro.
La Parroquia José Domingo Rus cuenta con una población estimada de 62.571 hab. en una superficie de 19 km².

## Principales avenidas
- Avenida 200
- Avenida 50(Vía Perijá)

## Urbanizaciones
1. Complejo habitacional Los Samanes
2. Urbanización Soler
3. Urbanización El Caujaro
4. Urbanización Fundabarrios o Ciudadela Rafael Caldera
5. Urbanización Villa Chinita
6. Urbanización Villa Sur

Autor: Abogado Juan Montiel

## Barrios
1. Barrio Democracia
2. Barrio La Mano de Dios
3. Barrio Pradera de Dios
4. Barrio San Antonio I
5. Barrio Parcelamiento El Caujaro
6. Barrio Unión para el Progreso
7. Barrio Los Caminos de Jesús
8. Barrio Praderas del Sur.

Autor: Abogado Juan Montiel